# Robert Brian Palmer
Robert Brian Palmer (* 28. Februar 1934 in Harrow bei London) ist ein britisch-US-amerikanischer Physiker, der sich mit der Physik von Teilchenbeschleunigern befasst. Seit Anfang 2021 ist er im Ruhestand.

## Leben und Werk
Palmer studierte am Imperial College, wo er 1959 promoviert wurde. Er baute die erste Wasserstoff-Blasenkammer in Europa. 1960 ging er an das Brookhaven National Laboratory (BNL) zur Blasenkammer-Gruppe unter Nicholas P. Samios. 1964 war er dort Mitentdecker des Ω-Baryons. Er blieb am BNL, wo er unter anderem die Beschleunigertestanlage gründete und 1983 bis 1986 Associate Director für Hochenergiephysik war. 1971/72 war er auf einem Sabbatjahr beim CERN (wobei er an der Entdeckung neutraler Ströme in der Gargamelle-Blasenkammer beteiligt war). 1986 bis 1991 war er zusätzlich am SLAC, wo er an Linearbeschleunigerentwicklung arbeitete. Seit 1992 ist er Adjunct Professor an der State University of New York at Stony Brook.
Palmer entwarf unter anderem supraleitende Magnete für Blasenkammern und später für Beschleuniger, unter anderem den ersten „two in one“ Magneten, die zum Beispiel im Ring des LHC verwendet werden. Er leitete 1982/83 die Magnet-Gruppe am kurz danach aufgegebenen Proton-Proton-Collider ISABELLE (am BNL, Teile des Projekts flossen ins RHIC ein) und war Anfang der 1990er in der Magnet-Entwicklung am Superconducting Super Collider, wo er auch Mitglied des wissenschaftlichen Beratungsgremiums war. Er schlug 1973 eine Methode stochastischer Kühlung (momentum stochastic cooling) vor, 1970 ein Laser-Beschleunigungskonzept (Inverse Free Electron Laser). Wegweisend für aktuelle Collider ist das von ihm vorgeschlagene Konzept der Crab Cavities.
Seit 1997 war er Sprecher der Muon Collider Collaboration am Lawrence Berkeley National Laboratory.
1993 erhielt er den Panofsky-Preis (mit Samios und Ralph P. Shutt für die Entdeckung des Ω-Teilchens) und 1999 erhielt er den Robert R. Wilson Prize für seine vielen verschiedenen Beiträge und Erfindungen im Bereich von Teilchenbeschleunigern und Detektoren, einschließlich supraleitender Magnete, longitudinales stochastisches Kühlen, Blasenkammern und Neutrinostrahlen, … Beschleunigen mit Lasern und seine führende Rolle bei Myon-Collidern. 2008 wurde Palmer in die National Academy of Sciences gewählt.